# L'Ideal (1931)
L'Ideal va ser una publicació en català editada a Igualada l'any 1931.

## Descripció
Portava el subtítol «Periòdic quinzenal. Portaveu del “Centre Català” adherit a “Acció Catalana”».
L'editava el Centre Català d'Igualada i la redacció i l'administració era a la rambla de Sant Isidre, núm. 4. S'imprimia als tallers de Pere Bas, estamper. Tenia vuit pàgines, a dues columnes, amb un format de 28 x 22 cm. El primer número va sortir el 15 de febrer de 1931 i l'últim, el 7, el 15 de juny del mateix any.

## Continguts
Era una publicació catalanista i republicana que donava informació política i cultural. Denunciaven que «Fa temps que venim veient com, en nom de Catalunya, es reorganitza el caciquisme; com amb el nom de propaganda catalana es munta un engranatge de conveniències i es fomenta pels pobles rurals el retorn a les lluites personals i incivils, a les persecucions i iniquitats...».
Informava dels moviments i estratègies polítiques davant de les eleccions, com quan van parlar de la fusió del Centre Català i L'Esquerra Catalana, que «han pres unànimament l'acord d'anar conjuntament a la constitució d'una entitat que es denominarà Centre Catalanista Republicà i tindrà son estatge en l'edifici de la rambla de Sant Isidre núm. 1, que actualment ocupa el Centre Català».
Un dels temes més presents en la publicació era el de la llengua «... l'Associació Protectora de l'Ensenyança Catalana ens sembla l'entitat que te més mèrits contrets per presidir la croada per la llengua que podria iniciar-se ben aviat ... La tasca de catalanitzar Catalunya correspon als catalanistes de les comarques. Recollim amb amor aquest comès i ... mans a l'obra».
Hi havia articles de J. Arnau, Bartomeu Torner Prat i Joan Diaz Rojas, però la majoria anaven sense signar.

## Localització
- Biblioteca Central d'Igualada. Plaça de Cal Font. Igualada (col·lecció completa i relligada).